# Alvar Ellegård
Alvar Ellegård, född 12 november 1919 i Göteborg, död 8 februari 2008 i Göteborg, var en svensk språkforskare; han var professor i engelska vid Göteborgs universitet. Han var också ledamot av Nationalencyklopedins vetenskapliga råd.
Ellegård disputerade 1953 för filosofie doktorsgrad och blev docent på avhandlingen The Auxiliary Do. Mellan 1962 och 1984 innehade han professuren i engelska vid Göteborgs universitet. Förstnämnda år gjorde han två uppmärksammade inlägg i debatten om författarskapet till Juniusbreven, där han ansåg sig kunna med bestämdhet avgöra att sir Philip Francis var den som låg bakom pseudonymen.
Efter pensioneringen slog Ellegård in på en ny väg i sin vetenskapliga bana och ägnade sig åt forskning kring Jesus-gestalten och Jesus historicitet. I boken Myten om Jesus framför han kontroversiella teorier om Dödahavsrullarna och deras koppling till kristendomens tidiga historia. Enligt Ellegård var Jesus ledare för esséerna i Qumran några hundra år före vår tideräkning och det var Paulus, som utvecklade kristendomen genom sina kontakter med sekten, vilken bevarade Dödahavsrullarna.
Enligt den så kallade Damaskusrullen slog sig esséerna ned i Damaskus utanför Jerusalem. Ellegård tolkade det som att det Damaskus som omnämns i Apostlagärningarna egentligen var Qumran, och att Paulus ska ha varit på väg till Qumran, när han fick en vision av Jesus att starta en ny religion. Ellegård fick dock föga medhåll för sin hypotes att Jesus skulle ha varit esséernas Rättfärdighetens lärare av andra som forskat i ämnet.
Ellegård invaldes 1977 som ledamot av Kungliga Vitterhetsakademien.